# Phallichthys
Phallichthys – rodzaj ryb karpieńcokształtnych z rodziny piękniczkowatych (Poeciliidae).

## Klasyfikacja
Gatunki zaliczane do tego rodzaju:
- Phallichthys amates – wdówka wesoła[3] („wesoła wdówka”[4])
- Phallichthys fairweatheri
- Phallichthys quadripunctatus
- Phallichthys tico